# 七美史前石器製造場考古遺址群
七美史前石器製造場考古遺址群，是位在澎湖縣七美嶼的四處屬於新石器時代中期的石器製造場，分別位於澎湖縣七美鄉南港村、東湖村及西湖村，年代距今約4500~3800年前。

## 地理環境、研究史
四處史前石器製造場遺址所在環境區位分述如下。
1. 南港史前石器製造場遺址：1983年臧振華調查發現，位在七美嶼南側，南港村濱海道路邊，包括四處密集堆積的地點。第一地點位於七美人塚南面、距七美燈塔西側約200公尺之海邊；臧振華等人曾進行抽樣試掘。[1]第二地點位於七美人塚西南方約100公尺處，前述第一地點的西側。第三地點位於七美人塚正後方的石塔周圍及其東側。第四地點位於南港村東南邊海巡站正對面之面海高地。
2. 東湖史前石器製造場遺址：2000年臧振華等人調查發現，位在七美嶼東側，東湖村大崎牛母坪海崖邊，即觀光景點「小臺灣」南側之海崖上。
3. 西北灣史前石器製造場遺址：2000年臧振華等人調查發現，位在七美嶼北側，西湖聚落北側之海崖上。
4. 西湖史前石器製造場遺址：2009年臧振華執行遺址普查及補遺計畫時調查發現，位在七美嶼西北側，西湖聚落西北側之海崖，第二垃圾掩埋場的西北西約100公尺之路旁高地上。[2]

## 研究成果
石器製造相關遺物，根據臧振華、洪曉純的研究，於石器製造場地表採集到的石質遺物可分為以下8大類：塊狀石料（nodule）、石核（core）、石片（flake）、素材（blank）、石器毛坯（pre-form）、殘器（broken finished stone adz）、石子器（pebble tool）和砍砸及磨石併用器。
石器製造技術之推測與復原，依序分為六個步驟，第一步由母岩上剝取石核；第二步從石核打剝目的石片；第三步截取素材；第四步打製石胚；第五步修整石胚；第六步磨製器身或器刃。
四處石器製造場除了大量的石製品外，都未發現其他文化遺物及完整的石製品，反映其專門做為採石和石器製造前段作業的功能性地點。
與臺灣西南地區的跨海交易，自日治時期國分直一首先提出澎湖與臺灣西南沿海地區曾有交流，從澎湖良文港遺址及高雄桃仔園遺址出土相似的繩紋陶，以及在台南、高雄一帶發現玄武岩石器來看，推測該石材來自於澎湖群島。 2000年Rolett等人選取5件從牛稠子文化與鳳鼻頭遺址所出土或採集的玄武岩石器進行XRF（X-ray fluorescence）分析，研究發現這5件台灣西南部玄武岩石器皆由相似的鹼性玄武岩製成，分析數據顯示石器標本與澎湖群島當地的地質資料一致，推測台灣西南部的玄武岩石器來自於澎湖群島。根據分析結果，很可能臺灣西南部的玄武岩石器是來自七美島的史前石器製造場遺址群。